# Pratts Peak
Pratts Peak är en bergstopp i Antarktis. Den ligger i Östantarktis. Argentina och Storbritannien gör anspråk på området. Toppen på Pratts Peak är 698 meter över havet.
Terrängen runt Pratts Peak är huvudsakligen kuperad, men åt nordost är den platt. Trakten är obefolkad. Det finns inga samhällen i närheten. 